# I liga polska w piłce nożnej (2009/2010)
I liga 2009/2010 – 62. edycja drugiej w hierarchii klasy rozgrywkowej w polskiej piłce nożnej mężczyzn. Sponsorem tytularnym rozgrywek była firma bukmacherska Unibet, lecz w związku z wprowadzoną ustawą o grach hazardowych umowa została bezterminowo zawieszona przed rundą wiosenną.

## Drużyny
W I lidze występuje 18 zespołów, które walczą o awans do Ekstraklasy:
| Uczestnicy poprzedniej edycji                                                                                 | Uczestnicy poprzedniej edycji | Uczestnicy poprzedniej edycji | Uczestnicy poprzedniej edycji |
| --- | ----------------------------- | ----------------------------- | ----------------------------- |
| WID | Widzew Łódź                   | 12                            |                               |
| POD | Podbeskidzie Bielsko-Biała    | 4                             |                               |
| GKŁ | Górnik Łęczna                 | 5                             |                               |
| ZNI | Znicz Pruszków                | 6                             |                               |
| FLO | Flota Świnoujście             | 7                             |                               |
| DOL | Dolcan Ząbki                  | 8                             |                               |
| WPŁ | Wisła Płock                   | 9                             |                               |
| WAR | Warta Poznań                  | 10                            |                               |
| KAT | GKS Katowice                  | 11                            |                               |
| SSW | Stal Stalowa Wola             | 12                            |                               |
| MOT | Motor Lublin                  | 154                           |                               |
| Zwycięzca baraży o I ligę                                                                                     |                               |                               |                               |
| GKP | GKP Gorzów Wielkopolski       | 143 (I liga)                  |                               |
| Spadek z Ekstraklasy 2008/2009                                                                                |                               |                               |                               |
| GZA | Górnik Zabrze                 | 15                            |                               |
| ŁKS | ŁKS Łódź                      | 161                           |                               |
| Awans z II ligi 2008/2009                                                                                     |                               |                               |                               |
| grupa wschodnia                                                                                               |                               |                               |                               |
| KSZ | KSZO Ostrowiec Świętokrzyski  | 1                             |                               |
| SNS | Sandecja Nowy Sącz            | 2                             |                               |
| grupa zachodnia                                                                                               |                               |                               |                               |
| KLU | MKS Kluczbork                 | 1                             |                               |
| POG | Pogoń Szczecin                | 2                             |                               |
| Oznaczenia: - kolumna pierwsza – skróty nazw drużyn, - kolumna trzecia – miejsce zajęte w poprzednim sezonie. |                               |                               |                               |

Objaśnienia:
- ŁKS Łódź nie otrzymał licencji na grę w Ekstraklasie w sezonie 2009/2010 i został przesunięty z 7 na 16 miejsce w tabeli sezonu 2008/09.
- Widzew Łódź nie uzyskał awansu w związku z uznaniem za wiążącą kary degradacji o jedną klasę rozgrywkową przed sezonem 2008/2009.
- GKP Gorzów Wielkopolski wygrał baraże o I ligę.
- GKS Jastrzębie nie otrzymało licencji na grę w I lidze. W jego miejsce w rozgrywkach występuje drużyna Motoru Lublin.

## Rozgrywki
W sezonie 2009/2010 drużyny rozegrają 34 kolejki ligowe po 9 meczów (razem 306 spotkań) w dwóch rundach: jesiennej i wiosennej.
Dwa czołowe miejsca w końcowej tabeli premiowane będą awansem do Ekstraklasy. Cztery ostatnie zespoły spadną do II ligi. Drużyny z miejsc 3–14 w sezonie 2010/2011 występować będą w I lidze.

### Tabela
| Lp. | Drużyna                      | M  | Z  | R  | P  | Bramki | Bramki | Różn. | Pkt | Uwagi                                           | Bezpośrednio |
| --- | ---------------------------- | -- | -- | -- | -- | ------ | ------ | ----- | --- | ----------------------------------------------- | ------------ |
| 1   | Widzew Łódź1 (A)             | 34 | 23 | 8  | 3  | 62     | 17     | +45   | 77  | Awans do Ekstraklasy                            |              |
| 2   | Górnik Zabrze (A)            | 34 | 18 | 7  | 9  | 47     | 30     | +17   | 61  | Awans do Ekstraklasy                            |              |
| 3   | Sandecja Nowy Sącz           | 34 | 17 | 8  | 9  | 55     | 42     | +13   | 59  |                                                 |              |
| 4   | ŁKS Łódź                     | 34 | 16 | 7  | 11 | 51     | 45     | +6    | 55  |                                                 |              |
| 5   | Pogoń Szczecin               | 34 | 13 | 12 | 9  | 46     | 35     | +11   | 51  |                                                 |              |
| 6   | MKS Kluczbork                | 34 | 12 | 10 | 12 | 43     | 37     | +6    | 46  | KLU: 9 pkt. 8-4 FLO: 6 pkt. 5-7 KSZ: 3 pkt. 4-6 |              |
| 7   | Flota Świnoujście            | 34 | 12 | 10 | 12 | 32     | 35     | −3    | 46  | KLU: 9 pkt. 8-4 FLO: 6 pkt. 5-7 KSZ: 3 pkt. 4-6 |              |
| 8   | KSZO Ostrowiec Świętokrzyski | 34 | 13 | 7  | 14 | 37     | 46     | −9    | 46  | KLU: 9 pkt. 8-4 FLO: 6 pkt. 5-7 KSZ: 3 pkt. 4-6 |              |
| 9   | GKP Gorzów Wielkopolski      | 34 | 11 | 12 | 11 | 34     | 33     | +1    | 45  |                                                 |              |
| 10  | Warta Poznań                 | 34 | 12 | 8  | 14 | 49     | 44     | +5    | 44  | WAR: 7 pkt. 7-6 GKŁ: 5 pkt. 6-5 POD: 4 pkt. 6-8 |              |
| 11  | Górnik Łęczna                | 34 | 11 | 11 | 12 | 40     | 47     | −7    | 44  | WAR: 7 pkt. 7-6 GKŁ: 5 pkt. 6-5 POD: 4 pkt. 6-8 |              |
| 12  | Podbeskidzie Bielsko-Biała   | 34 | 10 | 14 | 10 | 45     | 38     | +7    | 44  | WAR: 7 pkt. 7-6 GKŁ: 5 pkt. 6-5 POD: 4 pkt. 6-8 |              |
| 13  | GKS Katowice                 | 34 | 11 | 10 | 13 | 41     | 41     | 0     | 43  |                                                 |              |
| 14  | Dolcan Ząbki                 | 34 | 10 | 12 | 12 | 37     | 43     | −6    | 42  |                                                 |              |
| 15  | Wisła Płock (S)              | 34 | 9  | 13 | 12 | 43     | 51     | −8    | 40  | Spadek do II ligi                               |              |
| 16  | Znicz Pruszków (S)           | 34 | 11 | 6  | 17 | 32     | 48     | −16   | 39  | Spadek do II ligi                               |              |
| 17  | Stal Stalowa Wola (S)        | 34 | 5  | 10 | 19 | 32     | 58     | −26   | 25  | Spadek do II ligi                               |              |
| 18  | Motor Lublin (S)             | 34 | 4  | 11 | 19 | 27     | 62     | −35   | 23  | Spadek do II ligi                               |              |

### Wyniki
| Gospodarz \ Gość             | DOL | FLO | GKP | KAT | GKŁ | GZA | KSZ | ŁKS | KLU | MOT | POD | POG | SNS | SSW | WAR | WID | WPŁ | ZNI |
| Dolcan Ząbki                 |     | 3:0 | 3:1 | 3:2 | 4:0 | 0:1 | 0:0 | 0:0 | 1:1 | 0:1 | 0:3 | 1:1 | 1:1 | 1:1 | 1:2 | 1:0 | 3:1 | 2:1 |
| Flota Świnoujście            | 1:0 |     | 2:0 | 1:0 | 0:1 | 0:0 | 2:1 | 1:0 | 1:4 | 2:0 | 0:3 | 1:1 | 3:0 | 1:0 | 1:1 | 1:1 | 3:1 | 1:2 |
| GKP Gorzów Wielkopolski      | 3:0 | 1:1 |     | 2:0 | 1:0 | 1:0 | 1:1 | 1:2 | 1:1 | 2:2 | 1:2 | 1:0 | 0:0 | 0:0 | 2:0 | 0:0 | 1:1 | 2:2 |
| GKS Katowice                 | 0:0 | 2:1 | 1:1 |     | 0:0 | 0:0 | 4:1 | 4:1 | 0:1 | 2:0 | 0:1 | 2:2 | 0:1 | 1:1 | 2:0 | 0:3 | 0:0 | 2:0 |
| Górnik Łęczna                | 1:1 | 1:0 | 2:2 | 1:0 |     | 1:1 | 3:1 | 1:0 | 2:1 | 3:0 | 2:0 | 0:3 | 0:1 | 2:2 | 1:2 | 0:2 | 0:3 | 2:1 |
| Górnik Zabrze                | 1:2 | 1:1 | 1:0 | 2:0 | 1:0 |     | 3:1 | 1:1 | 3:2 | 2:1 | 1:0 | 1:3 | 1:0 | 3:0 | 2:3 | 0:1 | 1:1 | 2:0 |
| KSZO Ostrowiec Świętokrzyski | 1:0 | 2:0 | 0:1 | 1:1 | 2:0 | 2:1 |     | 1:0 | 0:2 | 1:0 | 1:0 | 0:1 | 3:1 | 2:0 | 2:1 | 0:2 | 1:1 | 1:0 |
| ŁKS Łódź                     | 3:0 | 1:1 | 2:1 | 1:2 | 4:2 | 1:4 | 1:0 |     | 0:0 | 5:2 | 2:2 | 2:2 | 1:3 | 2:1 | 1:0 | 1:4 | 1:0 | 3:0 |
| MKS Kluczbork                | 1:1 | 0:2 | 1:2 | 3:0 | 0:0 | 0:1 | 2:1 | 0:0 |     | 0:2 | 1:3 | 2:0 | 1:1 | 3:0 | 1:2 | 2:0 | 0:0 | 1:0 |
| Motor Lublin                 | 0:0 | 1:1 | 0:1 | 0:2 | 0:2 | 0:3 | 2:2 | 0:3 | 1:0 |     | 1:1 | 3:2 | 1:4 | 0:2 | 1:4 | 0:0 | 3:4 | 1:1 |
| Podbeskidzie Bielsko-Biała   | 4:0 | 1:2 | 0:0 | 1:3 | 2:2 | 0:1 | 0:1 | 2:1 | 1:1 | 0:0 |     | 0:0 | 1:2 | 2:2 | 3:0 | 0:1 | 0:0 | 1:1 |
| Pogoń Szczecin               | 2:0 | 0:0 | 1:0 | 3:0 | 2:2 | 0:2 | 2:1 | 0:2 | 0:1 | 2:0 | 2:2 |     | 4:0 | 2:0 | 1:1 | 1:2 | 3:3 | 1:0 |
| Sandecja Nowy Sącz           | 2:2 | 1:0 | 2:1 | 1:0 | 2:2 | 2:1 | 3:0 | 4:1 | 4:0 | 2:0 | 1:1 | 3:1 |     | 3:0 | 1:1 | 1:6 | 2:2 | 3:1 |
| Stal Stalowa Wola            | 1:4 | 2:0 | 0:1 | 1:2 | 1:3 | 1:3 | 1:1 | 2:3 | 2:2 | 3:3 | 2:4 | 0:0 | 2:0 |     | 1:0 | 0:1 | 0:1 | 3:2 |
| Warta Poznań                 | 1:1 | 2:0 | 2:3 | 3:3 | 1:1 | 2:1 | 6:0 | 1:2 | 1:3 | 2:0 | 4:1 | 1:2 | 1:0 | 0:0 |     | 0:2 | 2:0 | 2:3 |
| Widzew Łódź                  | 3:0 | 0:0 | 2:0 | 2:1 | 0:0 | 3:0 | 1:1 | 2:1 | 3:2 | 1:1 | 2:2 | 2:1 | 1:0 | 3:0 | 1:0 |     | 3:0 | 7:0 |
| Wisła Płock                  | 3:1 | 2:1 | 1:0 | 3:3 | 3:1 | 1:2 | 1:3 | 1:2 | 0:4 | 1:1 | 1:1 | 0:1 | 2:4 | 1:0 | 1:1 | 0:1 |     | 3:1 |
| Znicz Pruszków               | 0:1 | 1:2 | 1:0 | 0:2 | 2:0 | 0:0 | 3:2 | 0:1 | 2:0 | 2:0 | 0:1 | 0:0 | 1:0 | 2:1 | 2:0 | 1:0 | 1:1 |     |

Aktualne na 9 czerwca 2010. Źródło: 90minut.pl
Objaśnienia:
1Drużyna gospodarzy jest wymieniona po lewej stronie tabeli.
Kolory: zielony – zwycięstwo gospodarzy, żółty – remis, różowy – zwycięstwo gości.

## Statystyki

### Najlepsi strzelcy
| Gole | Strzelcy            | Drużyna                           |
| ---- | ------------------- | --------------------------------- |
| 18   | Marcin Robak        | Widzew Łódź                       |
| 16   | Adrian Świątek      | ŁKS Łódź 8 /Górnik Zabrze 8       |
| 16   | Piotr Reiss         | Warta Poznań                      |
| 13   | Marcin Klatt        | Warta Poznań 10 /Pogoń Szczecin 3 |
| 13   | Olgierd Moskalewicz | Pogoń Szczecin                    |
| 13   | Darvydas Šernas     | Widzew Łódź                       |
| 12   | Maciej Tataj        | Dolcan Ząbki                      |
| 11   | Daniel Koczon       | Wisła Płock                       |
| 11   | Dariusz Gawęcki     | Sandecja Nowy Sącz                |
| 11   | Łukasz Gikiewicz    | ŁKS Łódź                          |
| 11   | Waldemar Sobota     | MKS Kluczbork                     |
| 10   | Adam Cieśliński     | KSZO Ostrowiec Świętokrzyski      |
| 10   | Sylwester Patejuk   | Podbeskidzie Bielsko-Biała        |

- Kompletna klasyfikacja strzelców 2009/2010

### Najlepsi asystenci
|    | Zawodnik          | Drużyna            |
| -- | ----------------- | ------------------ |
| 12 | Marcin Robak      | Widzew Łódź        |
| 9  | Maciej Bębenek    | Sandecja Nowy Sącz |
| 9  | Grzegorz Bonin    | Górnik Zabrze      |
| 9  | Piotr Kosiorowski | Dolcan Ząbki       |
| 9  | Piotr Reiss       | Warta Poznań       |
| 8  | Dariusz Gawęcki   | Sandecja Nowy Sącz |
| 8  | Tomasz Magdziarz  | Warta Poznań       |
| 8  | Piotr Plewnia     | GKS Katowice       |

Źródło:

### Statystyki goli
- w rozegranych 34. kolejkach spotkań (306 meczów) zawodnicy zdobyli 752 gole (średnio: 22/kolejkę, 2,45/mecz, gol co ~36,62 min), w tym:
  - 48 goli z 59 podyktowanych rzutów karnych (~6,38% ogółu zdobytych bramek; skuteczność ~0,81)
  - 14 goli samobójczych (~1,86% ogółu zdobytych bramek)

- najwięcej bramek obejrzeli kibice Sandecji Nowy Sącz – 97 (średnio: ~2,85/mecz, gol co ~31,54 min).
- najmniej bramek obejrzeli kibice GKP Gorzów Wielkopolski – 67 (średnio ~1,97/mecz, gol co ~45,67 min).
- 21. kolejka spotkań rozegrana w dniach 12–14 marca 2010 była kolejką z najmniejszą liczbą zdobytych bramek. W 9. meczach padło 10 goli (średnio: 1,11/mecz, gol co ~81,00 min)
15. kolejka spotkań rozegrana w dniach 17–19 października 2009 była kolejką z największą liczbą bramek. W 9 rozegranych meczach piłkarze zdobyli 35 goli (średnio: 3,88/mecz, gol co ~23,14 min).
- pierwszego gola nowego sezonu zdobył 1 sierpnia 2009 Grzegorz Lech w 15. minucie meczu Stal Stalowa Wola – Dolcan Ząbki dając prowadzenie gościom.
- autorem najszybciej zdobytego gola został Sylwester Patejuk (Podbeskidzie Bielsko-Biała), który zdobył go w 1. minucie spotkania 9. kolejki z Wartą Poznań (16 września 2009).
- pierwszego gola samobójczego zdobył 1 sierpnia 2009 gracz MKS Kluczbork Krzysztof Stodoła w 75. minucie meczu przeciwko GKP Gorzów Wielkopolski.
- najwięcej goli samobójczych zdobyli zawodnicy MKS Kluczbork, GKS Katowice, GKP Gorzów Wielkopolski i Motor Lublin – 2. Pozostałe gole samobójcze: Podbeskidzie Bielsko-Biała, Stal Stalowa Wola, Wisła Płock, Flota Świnoujście, Górnik Łęczna, Dolcan Ząbki i Górnik Zabrze – 1.

### Hat-trick
- zdobywcą pierwszego hat-tricka sezonu został Marcin Klatt gracz Warty Poznań. Trzy gole zdobył w meczu 2. kolejki przeciwko drużynie Motoru Lublin rozegranym 8 sierpnia 2009.
- zdobywcą pierwszego klasycznego hat-tricka sezonu został Daniel Koczon gracz Wisły Płock. Trzy gole zdobył w meczu 3. kolejki przeciwko drużynie Górnika Łęczna rozegranym 16 sierpnia 2009.

### Mecze
- meczami z największą liczbą goli (7) były: spotkanie 16. kolejki (Widzew Łódź – Znicz Pruszków rozegrane 25 października 2009 zakończone wynikiem 7:0) oraz spotkanie 30. kolejki (Sandecja Nowy Sącz – Widzew Łódź rozegrane 16 maja 2010 zakończone wynikiem 1:6).
- meczami z najmniejszą liczbą goli (0) okazało się być 27. spotkań (~8,82% ogółu rozegranych meczów)
- meczem zakończonym najwyższą różnicą goli (7) było spotkanie:
  - 16. kolejki Widzew Łódź – Znicz Pruszków zakończone wynikiem 7:0 rozegrane 25 października 2009.

### Karne
- pierwszy rzut karny podyktowany został 2 sierpnia 2009 w 9. minucie meczu 1. kolejki Sandecja Nowy Sącz – Podbeskidzie Bielsko-Biała.
- pierwszy niewykorzystany rzut karny miał miejsce 2 sierpnia 2009 w 9. minucie meczu 1. kolejki Sandecja Nowy Sącz – Podbeskidzie Bielsko-Biała jego niefortunnym wykonawcą był Wojciech Fabianowski (Sandecja).

### Kartki
- pierwszą czerwoną kartką sezonu ukarany został zawodnik Pogoni Szczecin Piotr Petasz po meczu 2. kolejki przeciwko GKP Gorzów Wielkopolski rozegranym 8 sierpnia 2009.

### Frekwencja
- 3. kolejka spotkań posiadała największą frekwencję. Stadiony odwiedziło 59,1 tys. osób (średnio: 6566,66/mecz).
- 33. kolejka spotkań posiadała najmniejszą frekwencję. Stadiony odwiedziło 15,1 tys. osób (średnio: 1677,77/mecz).
- Spotkaniem z największą frekwencją na trybunach był mecz 3 kolejki Górnik Zabrze – GKS Katowice (Śląski Klasyk) rozegrany 16 sierpnia 2009. Na trybunach Stadionu im. Ernesta Pohla zasiadło 23 tys. kibiców.

## Stadiony
| Lp. | Miasto                  | Stadion                                | Klub                         | Pojemność | Zdjęcie |
| --- | ----------------------- | -------------------------------------- | ---------------------------- | --------- | ------- |
| 1   | Szczecin                | Stadion Miejski im. Floriana Krygiera  | Pogoń Szczecin               | 17 783    |         |
| 2   | Zabrze                  | Stadion im. Ernesta Pohla              | Górnik Zabrze                | 17 000    |         |
| 3   | Lublin                  | Stadion MOSiR Bystrzyca                | Motor Lublin                 | 13 000    |         |
| 4   | Łódź                    | Stadion Miejski                        | ŁKS Łódź                     | 12 160    |         |
| 5   | Płock                   | Stadion im. Kazimierza Górskiego       | Wisła Płock                  | 10 978    |         |
| 6   | Łódź                    | Stadion im. Ludwika Sobolewskiego      | Widzew Łódź                  | 10 500    |         |
| 7   | Ostrowiec Świętokrzyski | Miejski Stadion Sportowy „KSZO”        | KSZO Ostrowiec Świętokrzyski | 7 430     |         |
| 8   | Łęczna                  | Stadion Górnika                        | Górnik Łęczna                | 7 226     |         |
| 9   | Katowice                | Stadion GKS Katowice                   | GKS Katowice                 | 6 710     |         |
| 10  | Stalowa Wola            | Stadion MOSiR                          | Stal Stalowa Wola            | 6 500     |         |
| 11  | Nowy Sącz               | Stadion im. Ojca Władysława Augustynka | Sandecja Nowy Sącz           | 5 000     |         |
| 12  | Bielsko-Biała           | Stadion Miejski                        | Podbeskidzie Bielsko-Biała   | 4 279     |         |
| 13  | Gorzów Wielkopolski     | Stadion OSiR                           | GKP Gorzów Wielkopolski      | 4 000     |         |
| 14  | Świnoujście             | Stadion Miejski                        | Flota Świnoujście            | 3 240     |         |
| 15  | Poznań                  | Stadion przy Drodze Dębińskiej         | Warta Poznań                 | 2 500     |         |
| 16  | Kluczbork               | Stadion Miejski                        | MKS Kluczbork                | 2 106     |         |
| 17  | Ząbki                   | Stadion Dolcanu                        | Dolcan Ząbki                 | 2 075     |         |
| 18  | Pruszków                | Stadion Znicza Pruszków                | Znicz Pruszków               | 1 977     |         |

## Puchar Polski
Zespoły z I ligi uczestniczą także w rozgrywkach Pucharu Polski.
- w rundzie przedwstępnej grają:
  - Pogoń Szczecin (zwycięstwo 2:1 z Olimpią Elbląg)
  - MKS Kluczbork (zwycięstwo 2:0 z Motobi Bystrzyca Kąty Wrocławskie)
  - Sandecja Nowy Sącz (zwycięstwo 4:2 z Concordią Piotrków Trybunalski)
  - KSZO Ostrowiec Świętokrzyski (porażka 0:1 z Ruchem Radzionków)
- w rundzie wstępnej grają:
  - Pogoń Szczecin (zwycięstwo 7:5 z Kotwicą Kołobrzeg)
  - MKS Kluczbork (zwycięstwo 2:0 z Koroną II Kielce)
  - Sandecja Nowy Sącz (porażka 1:1 k. 3-4 z GKS Tychy)
- w I rundzie grają:
  - Flota Świnoujście (porażka 0:2 z Zagłębiem Sosnowiec)
  - Pogoń Szczecin (zwycięstwo 2:0 z Motorem Lublin)
  - Motor Lublin (porażka 0:2 z Pogonią Szczecin)
  - Górnik Łęczna (porażka 1:1 k. 2-3 z GKS Tychy)
  - GKS Katowice (porażka 1:3 z Polonią Słubice)
  - Warta Poznań (porażka 1:1 k. 4-5 z Hetmanem Zamość)
  - Dolcan Ząbki (zwycięstwo 3:0 z Ruchem Zdzieszowice)
  - Znicz Pruszków (porażka 1:3 z Nielbą Wągrowiec)
  - MKS Kluczbork (porażka 0:0 k. 2-3 z GKP Gorzów Wielkopolski)
  - GKP Gorzów Wielkopolski (zwycięstwo 0:0 k. 3-2 z MKS Kluczbork)
  - Podbeskidzie Bielsko-Biała (porażka 1:2 ze Startem Otwock)
  - Stal Stalowa Wola (zwycięstwo 2:1 z Wisłą Płock)
  - Wisła Płock (porażka 1:2 ze Stalą Stalowa Wola)
  - Widzew Łódź (zwycięstwo 4:3 z GKS Jastrzębie)
- w 1/16 finału grają:
  - Dolcan Ząbki (zwycięstwo 1:1 k. 5:4 ze Śląskiem Wrocław)
  - Widzew Łódź (porażka 0:1 z Ruchem Chorzów)
  - ŁKS Łódź (porażka 2:3 ze Startem Otwock)
  - Górnik Zabrze (porażka 0:2 z Zagłębiem Sosnowiec)
  - GKP Gorzów Wielkopolski (porażka 0:2 z Legią Warszawa)
  - Stal Stalowa Wola (zwycięstwo 0:0 k. 4-1 z Lechem Poznań)
  - Pogoń Szczecin (zwycięstwo 2:0 z Polonią Warszawa)
- w 1/8 finału grają:
  - Dolcan Ząbki (porażka 3:4 z Koroną Kielce)
  - Stal Stalowa Wola (porażka 0:3 z Zagłębiem Sosnowiec)
  - Pogoń Szczecin (zwycięstwo 2:0 z Piastem Gliwice)
- w 1/4 finału gra:
  - Pogoń Szczecin (zwycięstwo 3:0 i 1:1 z Zagłębiem Sosnowiec)
- w 1/2 finału gra:
  - Pogoń Szczecin (zwycięstwo bramkami na wyjeździe 1:1 i 0:0 z Ruchem Chorzów)
- w finale gra:
  - Pogoń Szczecin (porażka 0:1 z Jagiellonią Białystok)